# منى خزندار
منى خزندار هي سيدة أعمال سعودية عضو مجلس الشورى منذ أكتوبر 2020، وعضو الهيئة العامة للثقافة السعودية منذ 2018م  وتشغل منصب المديرة العامة لمعهد العالم العربي في باريس، حيث تولت منصب أمينة قِسم الفنون المعاصرة والتصوير منذ عام 1987م. رشحت كأول امرأة سعودية تفوز بجائزة منتدى المرأة العربية، الذي عقد دورته الخامسة في بيروت تحت شعار «المرأة والربيع العربي»، وحصلت على لقب «المرأة العربية لعام 2012». وفي عام 2013م احتل اسمها مكانًا ضمن قائمة أقوى 100 امرأة عربية لعام 2013م.

## النشأة والتعليم

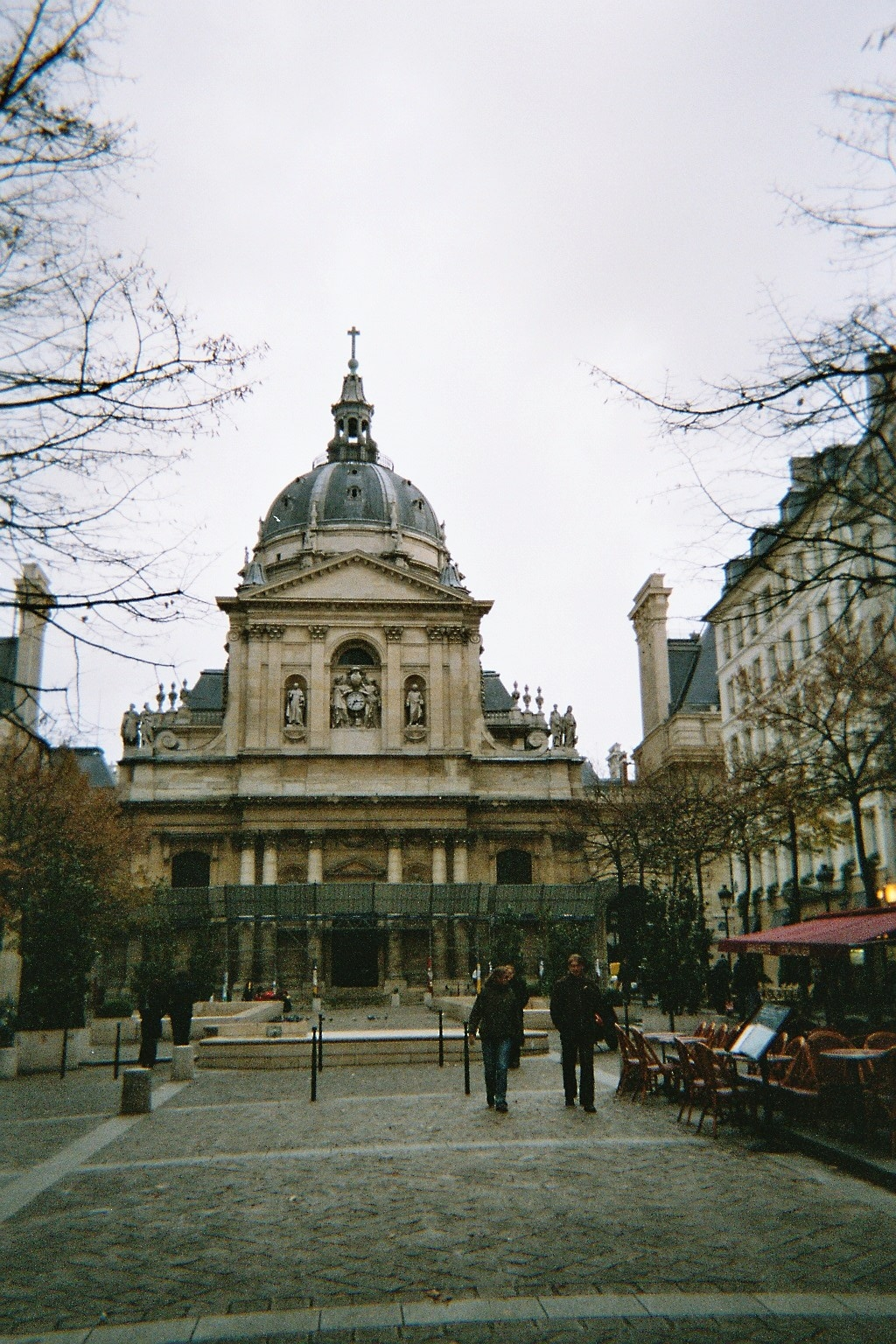
جامعة السوربون حيث نالت الخزندار درجة الماجستير في التاريخ الحديث

ولدت خزندار في الولايات المتحدة عام 1959م  وعاشت هناك مع أسرتها، والدها هو الأديب والمفكر المعروف عابد خزندار، أحد أبرز الأصوات الفكرية في مدينة جدة، وصاحب أعمال شاهقة في الأدب المقارن والنقد، ويعود لهذا الأب الفضل في ما وصلت اليه ابنته الآن؛ إذ وفر لها رعاية خاصة منذ بواكيرها، خاصة في جوانب حب التاريخ واللغات والتواصل الحضاري. ووالدتها شمس الحسيني خزندار، التي بدأت في تحرير الصفحة النسائية في «جريدة اليمامة» في المملكة العربية السعودية عام 1964م.
حصلت منى على البكالوريوس في الأدب المقارن في الجامعة الأمريكية بباريس، وتابعت حتى حصلت على الماجستير في التاريخ الحديث في جامعة السوربون. تجيد خزندار ثلاث لغات هي: العربية والفرنسية والإنجليزية، مما يسمح لها بإقامة صلات وثيقة ومتميزة مع الفنانين ومسؤولي المتاحف وجامعي الأعمال الفنية والنقاد في ميدان الفن الحديث والمعاصر، الذي تخصصت فيه.

## الحياة الوظيفية

### مشاركات
شاركت منى خزندار في إقامة العديد من المعارض خلال مسيرتها المهنية في معهد العالم العربي، التي بدأت منذ عام 1986م إذ كانت مسؤولة عن المجموعة الدائمة للفن الحديث والمعاصر والتصوير الفوتوغرافي في متحف المعهد، التي تضم 499 عملاً فنياً.

### معارض
رأست خلال السنوات الأخيرة مفوضية عدد من المعارض الفنية المهمة التي أقامها المعهد، وحظيت بثناء النقاد وإقبال الجمهور منها «نظرات المصورين العرب المعاصرين» و«حداثة بصيغة الجمع» و«أم كلثوم الهرم الرابع» و«فلسطين» و«الإبداع في كل حالاته»، كما أشرفت على نشر «الكاتالوجات» والكتب الفنية المتعلقة بهذه المعارض، بالإضافة إلى وضع عدد من المؤلفات، وكتابة المقالات والدراسات في المجال الفني، ولاسيما الفنانين العرب المعاصرين.

### ترجمة
وأسهمت في ترجمة الكثير من الرسائل العلمية للعديد من الفنانين والمثقفين العرب، هذا وزارت المملكة أخيراً لإلقاء محاضرة؛ نظمتها وزارة الخارجية ممثلةً بوكالة شؤون المعلومات والتقنية، عن الدبلوماسية الثقافية في وزارة الخارجية، أوضحت خزندار أثناءها أن الدبلوماسية الثقافية لها تأثير سياسي اقتصادي، مشيدة بتجارب المملكة سواء كان مهرجان الجنادرية أو المشاركات الثقافية الخارجية للمملكة.

### إنجازاتها
تولت منى خزندار منصب المديرة العامة لمعهد العالم العربي، كأول امرأة تشغل هذا المنصب، وهو أحد أهم الصروح الثقافية العربية في أوروبا، والقائم على القانون الفرنسي، حيث أنشئ ليكون أداة للتعريف بالثقافة العربية ولنشرها، تأسس العام 1980م، وهو مؤسسة تهدف إلى تطوير معرفة العالم العربي، وبعث حركة أبحاث معمقة حول لغته وقيمه الثقافية والروحية. وبذلك تكون أول امرأة عربية تصل إلى هذا المركز بالاقتراع رغم منافسة الشاعر العراقي المعروف شوقي عبد الأمير، وهو المشرف والمؤسس للإصدار الشهري (كتاب في جريدة) في عواصم العالم العربي، والمرشح السوري فاروق مردم بك. كما تهدف إلى تشجيع المبادلات والتعاون بين فرنسا والعالم العربي ممثلاً باثنين وعشرين بلداً عربياً من بينها المملكة العربية السعودية، الإمارات، اليمن، سوريا، مصر، تونس، الجزائر، قطر، عُمان، موريتانيا، البحرين...»، ويكون هذا التعاون ثقافياً منوعاً، خصوصاً في ميادين العلوم والتقنيات؛ مما يؤدي إلى تنمية العلاقات بين العالم العربي وأوروبا. ويأتي تولي منى خزندار هذا المنصب بعد أسماء لامعة توالت على إدارة المعهد منذ إنشائه أمثال: مختار بن دياب من الجزائر، ومحمد بنّونة من المغرب وباسم الجسر من لبنان، وناصر الأنصاري من مصر، ورشحت أخيراً كأول امرأة سعودية تفوز بجائزة منتدى المرأة العربية، الذي عقد دورته الخامسة في بيروت تحت شعار «المرأة والربيع العربي»، وحصلت على لقب «المرأة العربية لعام 2012». أشاد وزير الثقافة والإعلام، الدكتور عبدالعزيز خوجة، في تصريح صحفي بثته وكالة الأنباء السعودية «واس» باختيار خزندار مديراً عاماً لمعهد العالم العربي بباريس، واعتبر خوجة أن هذا الإنجاز «تحقق بفضل دعم القيادة السعودية، بالنظر إلى المؤهلات الشخصية والكفاءة العلمية والإدارية التي تتمتع بها خزندار».
أسست خزندار Palette، وهي تجمع ثقافي وفني لتنظيم المشاريع الثقافية ونشر المطبوعات الفنية. وتم اختياره من قبل بينالي الجنوب (البينالي الدولي للفنون المعاصرة في أمريكا الجنوبية) لانتقاء 5 فنانين سعوديين والتعاون معهم ضمن إطار مشاركتها في نسخة 2019م.